# Beretta 93R
Beretta 93R (итал. Raffica — оружейная очередь) — итальянский автоматический пистолет, разработанный компанией Beretta на основе самозарядного пистолета Beretta 92 в 1970-х годах для правоохранительных органов и военных. Особенность это пистолета заключается в том, что помимо одиночного огня он способен вести автоматический огонь очередями по три выстрела.

## Конструкция и текущее состояние
Автоматика основана на отдаче ствола при его коротком ходе. Затвор усиленный и утяжелённый, по сравнению с Beretta 92. Сцепление ствола и затвора осуществляется качающейся личинкой под стволом. УСМ одинарного действия, позволяет вести стрельбу одиночными выстрелами или очередями с отсечкой по три патрона, со скорострельностью около 1100 выстрелов в минуту. Переводчик режимов стрельбы и предохранитель находятся на левой части рамки.
Пистолет комплектуется складной передней рукоятью для повышения устойчивости при стрельбе, расположенной перед спусковой скобой. К пистолетной рукоятке может примыкаться металлический плечевой упор.
Ствол удлинённый (по сравнению с Beretta 92), оснащён дульным тормозом-компенсатором для уменьшения подброса ствола при стрельбе. При этом дульный тормоз также служит и пламегасителем.
Основные элементы конструкции:
- удлинённый ствол с дульным компенсатором;
- затвор;
- курковый ударно-спусковой механизм одинарного действия (УСМ ОД);
- усиленная рамка;
- предохранитель;
- переводчик режимов огня;
- складная передняя рукоятка;
- отъемный складной металлический плечевой упор (приклад).

Ввиду появления более дешёвых компактных пистолетов-пулемётов вроде HK MP5K, Steyr TMP или Micro Uzi, обладающих не меньшей эффективностью, снят с производства.
В 1995 году шведская фирма «Stopson» выпустила глушитель «Stopson SP1» для пистолета «Beretta 93R» (21 ноября 1995 года представленный на оружейной выставке MILIPOL-95 в Париже).

## Страны-эксплуатанты

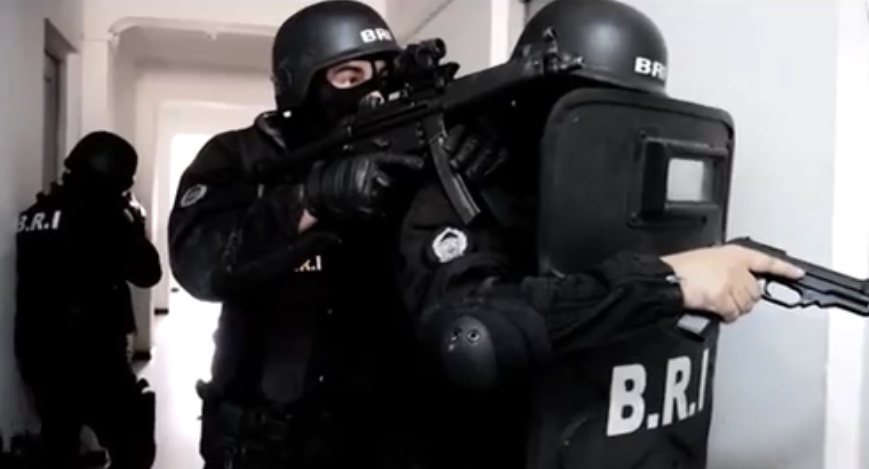
Сотрудники Бригады розыска и реагирования (BRI) Алжира с Beretta 93

- Алжир: на вооружении Бригады розыска и реагирования[фр.] при полиции Алжира[англ.].
- Гондурас[5]
- Италия: небольшое количество пистолетов было закуплено для спецподразделений[6]; используется подразделениями специального назначения Nucleo Operativo Centrale di Sicurezza полиции и Gruppo di Intervento Speciale карабинеров.
- Пакистан: было закуплено небольшое количество[6].
- США: в 1983 году через компанию «Beretta U.S.A. Corp.» были предложены к продаже на территории США по цене 900 долларов за пистолет[6], но после введения 19 мая 1986 года правительством США запрета на продажу автоматического оружия гражданским лицам их импорт был прекращён.